# Чуст (футбольний клуб)
Футбольний клуб «Чуст» (Чуст) або просто «Чуст» — професійний узбецький футбольний клуб з міста Чуст Наманганської області.

## Історія
Клуб створений в 1968 році. Команда представляла колгосп «1 травня», але в друкованих виданнях відомий під назвою «Чуст» (Намаганська область). Команда виступала у Першій лізі Узбекистану.

## Досягнення
- Клас Б Другої ліги Чемпіонату СРСР (зона «Середня Азія»):
  - 10-те місце — 1969
- Чемпіонат Узбецької РСР:
  -  Чемпіон (1): 1968

## Статистика виступів у чемпіонатах
| Сезон | Турнір                                                   | Досягнення  |
| ----- | -------------------------------------------------------- | ----------- |
| 1968  | Чемпіонат Узбецької РСР, 1 група                         | чемпіон     |
| 1969  | Клас Б Другої ліги Чемпіонату СРСР (зона «Середня Азія») | 10-те місце |
| 1970  | Клас Б Другої ліги Чемпіонату СРСР (зона «Середня Азія») | 15-те місце |